# Byrapura, Arsikere
Byrapura là một làng thuộc tehsil Arsikere, huyện Hassan, bang Karnataka, Ấn Độ.